# 薩拉戈薩 (拉利伯塔德省)

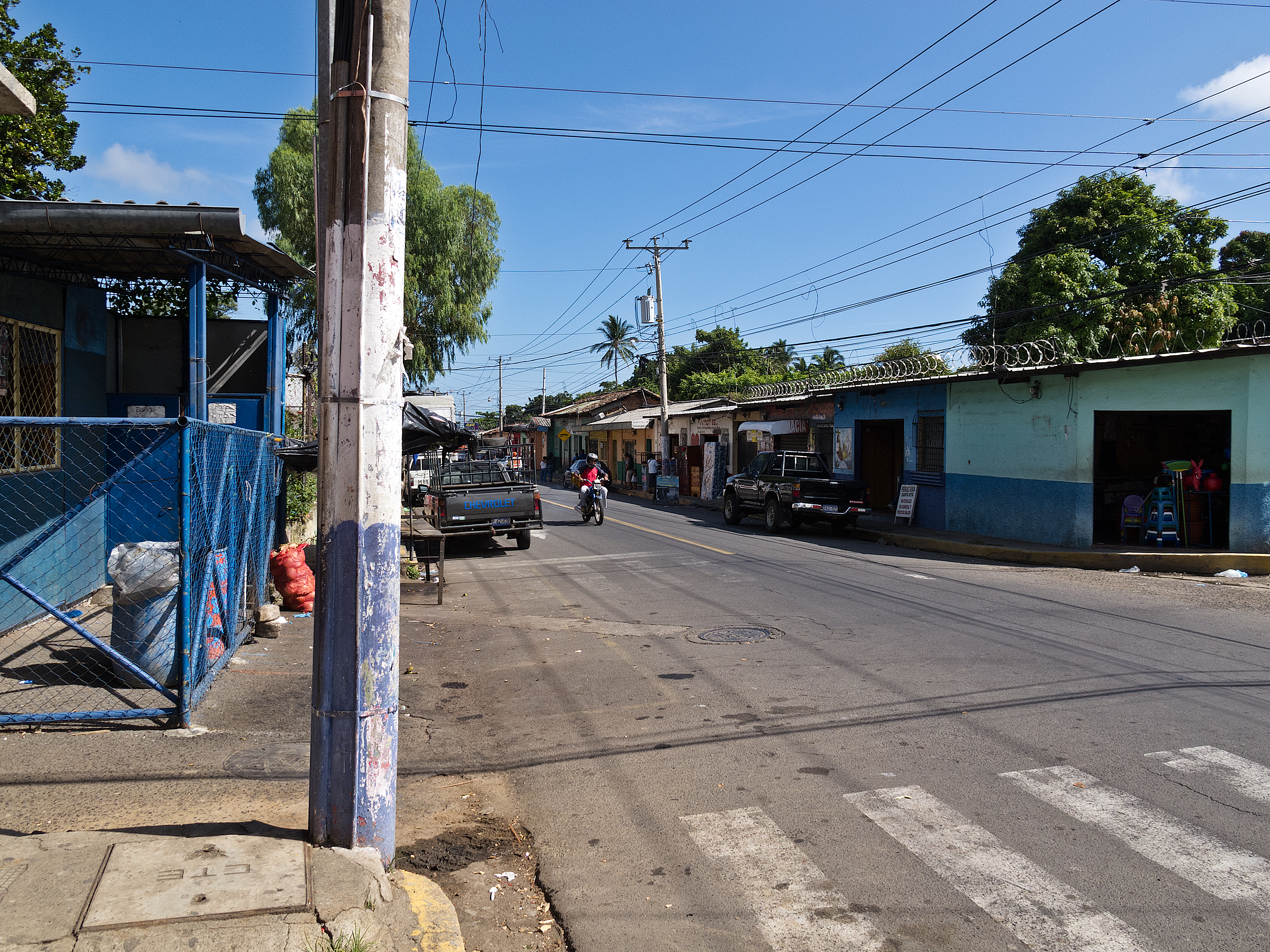

薩拉戈薩（西班牙語：Zaragoza），是薩爾瓦多的城鎮，位於該國中西部，由拉利伯塔德省負責管轄，面積22.71平方公里，海拔高度606米，2007年人口22,525，人口密度每平方公里991.85人。
13°35′N 89°17′W / 13.583°N 89.283°W